# Pfarrkirche Rankweil-St. Peter

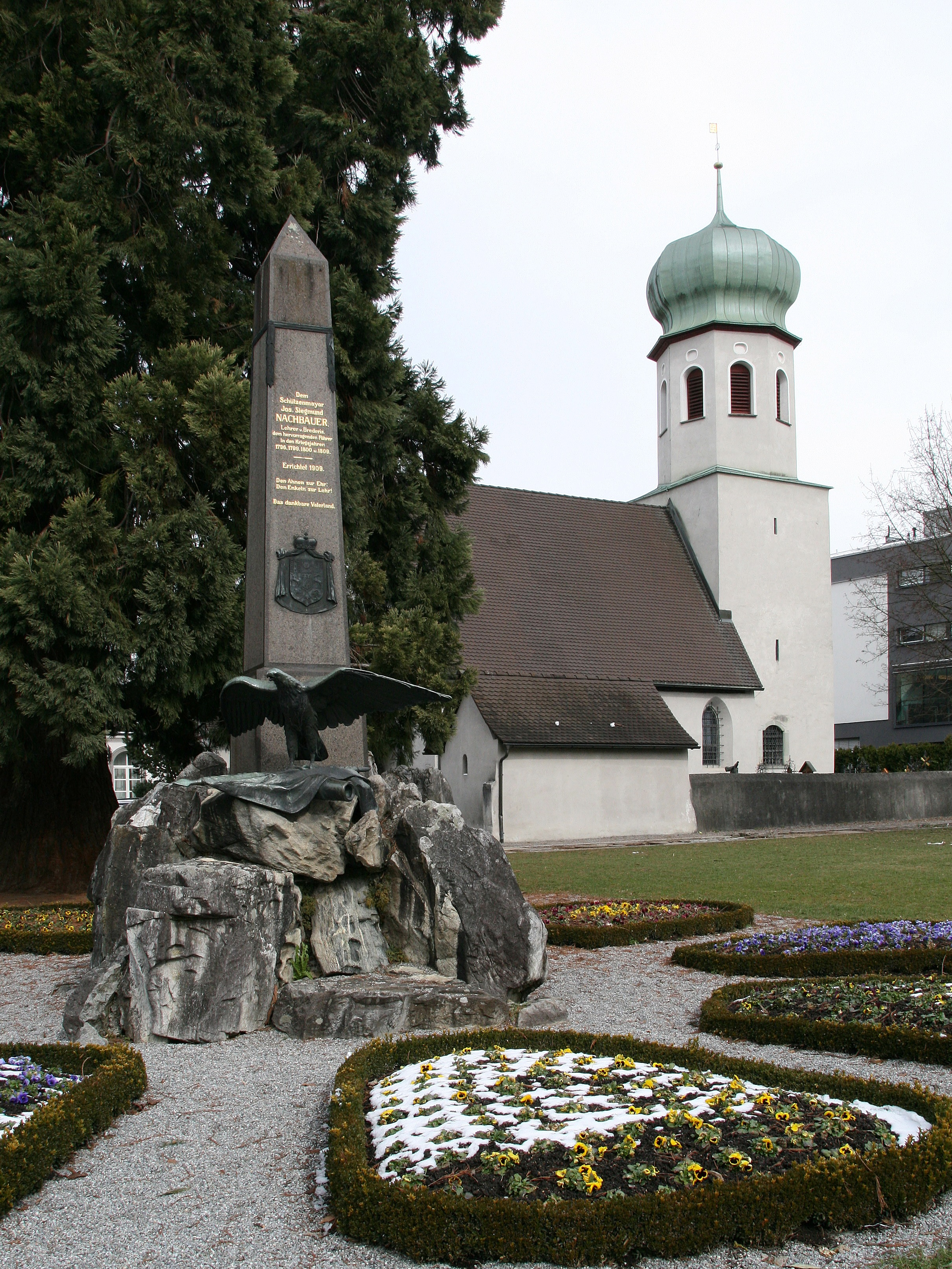
Kath. Pfarrkirche hl. Petrus in Rankweil, davor das Denkmal zu Josef Sigmund Nachbauer

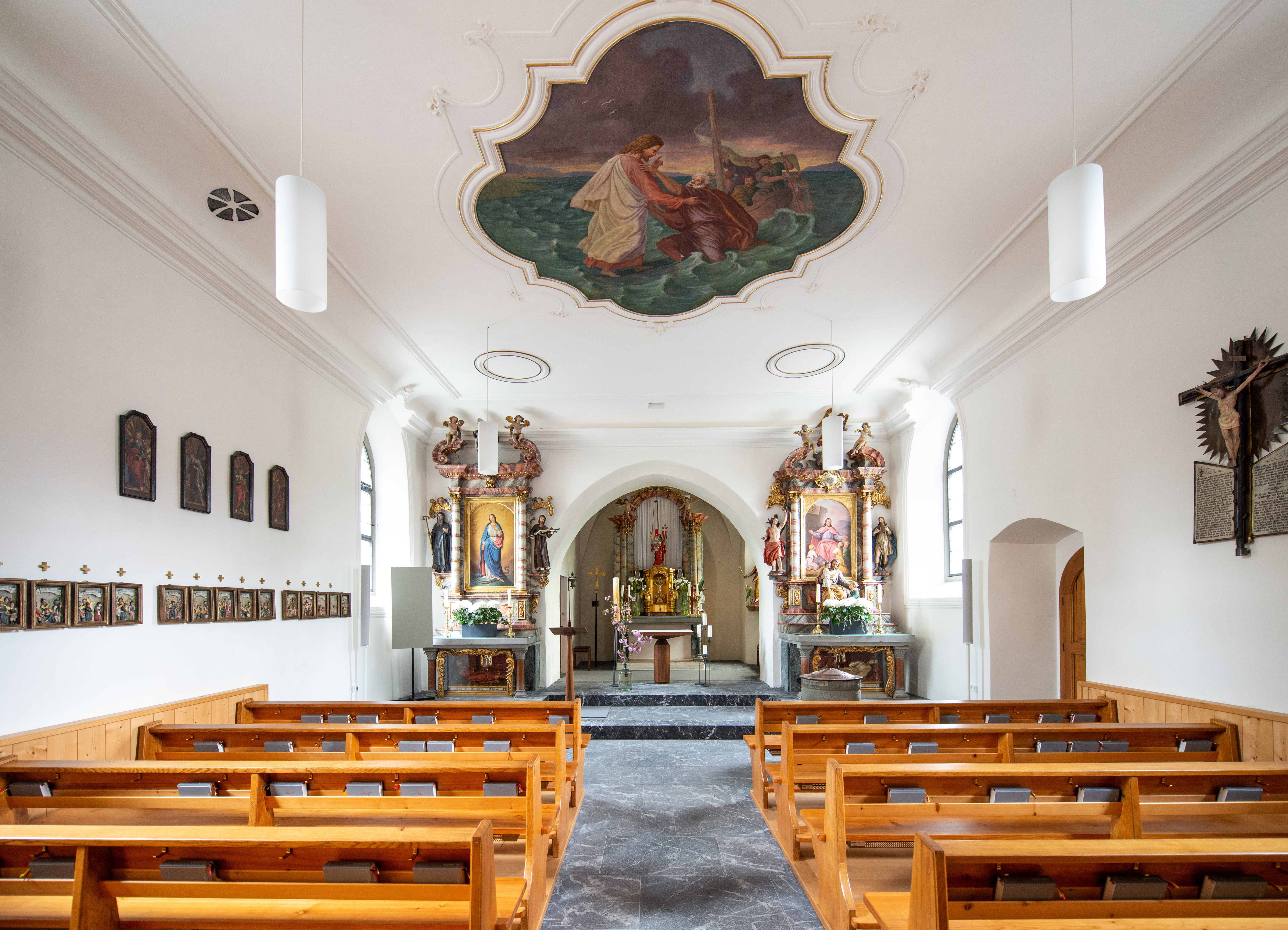
Blick zum Altar

Die römisch-katholische Pfarrkirche St. Peter steht in der Marktgemeinde Rankweil im Bezirk Feldkirch in Vorarlberg. Die auf den heiligen Petrus geweihte Pfarrkirche gehört zum Dekanat Rankweil der Diözese Feldkirch. Die Kirche und der Friedhof stehen unter Denkmalschutz. 

## Geschichte
Die Kirche stand im Jahre 881 im Besitz des Bischofs von Chur und war die Mutterkirche der Petronillakapelle in  Altenstadt, der Dom St. Nikolaus in Feldkirch, und der Kirchen in Röthis, Klaus, Montlingen, Meiningen, Koblach, Sulz und Göfis. In den Jahren 1238 bis 1806 war die Kirche im Besitz des Klosters Kreuzlingen. Im Jahre 1833 wird die Kirche als Vikariatskirche der Liebfrauenkirche in Rankweil unterstellt. Der Titel Pfarrkirche wurde in den Jahren 1885 und 1891 wiederhergestellt.

## Architektur
Die Kirche steht in einem ummauerten Friedhof mit in die Friedhofsmauer eingebundenem Beinhaus. Die Kirche ist eine romanische Chorturmkirche mit starkem Mauerwerk mit Satteldach. Nördlich am Turm ist eine Sakristei mit Pultdach angeschlossen. In den Jahren 1624 bis 1627 wurde die Kirche barockisiert und 1731 der Kirchturm im Obergeschoß umgestaltet und mit Zwiebelhaube ausgeführt.

## Ausstattung
Der Hochaltar mit zwei Säulen und rundbogigem Abschluss aus der 2. Hälfte des 18. Jahrhunderts zeigt ein Altarbild Schlüsselübergabe an den Hl. Petrus, bezeichnet mit Fr. Bobleter p. 1855. Die Figur Maria mit Kind anstelle eines Altarbildes am linken Seitenaltar ist von Erasmus Kern. Die Schnitzfiguren am rechten Seitenaltar sind von Dominikus Trenkwalder aus den Jahren 1890 und 1892.
Das Südportal hat kupfergetriebene Türen Christus als Hirte vom Bildhauer Josef Baumgartner. Die Orgel aus dem Jahre 1873 von Alois Schönach wurde 1958 umgebaut.